# Лінгуанси
Лінгуанси (кит.: 灵光寺) — буддистський монастир у пекінському парку Бадачу. Назва перекладається як «Божественне або Духовне світло».

## Історія
Було засновано між 766 і 779 роками (за часів династії Тан) і спочатку називався Лунцюаньань (храмом Джерела Дракона 龙泉庵). У 1071 році за часів династії Сун відбулося зведення веж біля головної пагоди. У 1162 році став називатися храмом Цзяошаньси (Гори Пробудження 觉山寺). У 1428 році в часи династії Мін було відремонтовано (тут відбувалися поховання знатних осіб), в 1478 році дістав теперішню назву.
Майже повністю було зруйновано в 1900 році, Альянсом восьми держав під час придушення повстання іхетуаней. Останні влаштували в монастирі свій командний пункт, який було знищено прицільним вогнем.
Майже всі існуючі нині будівлі за наказом уряду КНР було зведено у 1950—1960-х роках («Володар Драконів», «Три Леви», «Золотий лев»). Існуюча нині головна пагода була побудована за рішенням уряду в 1958—1964 роках.

## Опис
Лін (灵) перекладається з китайської як «душа», «дух», «божество», гуан (光) — «світло», «сяйво», «добра воля». Звідси лінгуан (灵光) — це святий початок у людині, те, що дає кожній людині можливість стати Буддою.
Висота головної пагоди становить 51 м, вона нараховує 13 поверхів. Сюди було перенесено головну реліквію монастиря, яку знайшли ченці, розбираючи в 1900 році завали — Зуб Будди. Ця пагода дістала назву Пагода-релікварій Зуба Будди (佛牙舎利塔 Фо я шелі та).
Поруч з пагодою була викладена квітами буддійська свастика — символ щастя, удачі і творення, один з найдавніших солярних знаків. Слово «свастика» складається з двох санскритських коренів: सु, су — «добро, благо» і अस्ति, асті — «є, бути», що разом означає «добробут» або «благополуччя». У Китаї він зустрічається досить часто. У монастирі Лінгуан чимало дворів із різними храмами.
Неподалік від пагоди-релікварію Зуба Будди є затишний садок, куди ведуть круглі (місячні) ворота в стіні. Ставок зберігся ще з давніх часів, до руйнування монастиря. Вважається, що рибки в ньому — нащадки мальків, які були випущені сюди в середині XIX століття. Тут же знаходиться павільйон «Серця води», всередині якого б'є джерело з чистою водою.
На схід від ставка знаходиться основа старої пагоди, що була зруйнована в 1900 році. Вона називалася Чжаосяньта (招仙塔), що приблизно можна перекласти як «Пагода закликання святих». Основа пагоди була восьмикутною, вона нараховувала 13 поверхів. Її оточували 16 ніш з лампадами. На кожній цеглині пагоди було вирізано зображення Будди, тому її також називали «Пагодою тисячі будд» (千佛塔 Цянь фо та).
Іншим цікавим місцем монастиря Лінгуан — стіна з барельєфами, яка знаходиться по дорозі до монастиря Саньшаньси. Якщо зайти у двір, то всередині можна виявити пагоди-скарбниці.